# Galium tricornutum
Galium tricornutum es una planta herbácea anual de la familia Rubiaceae. 

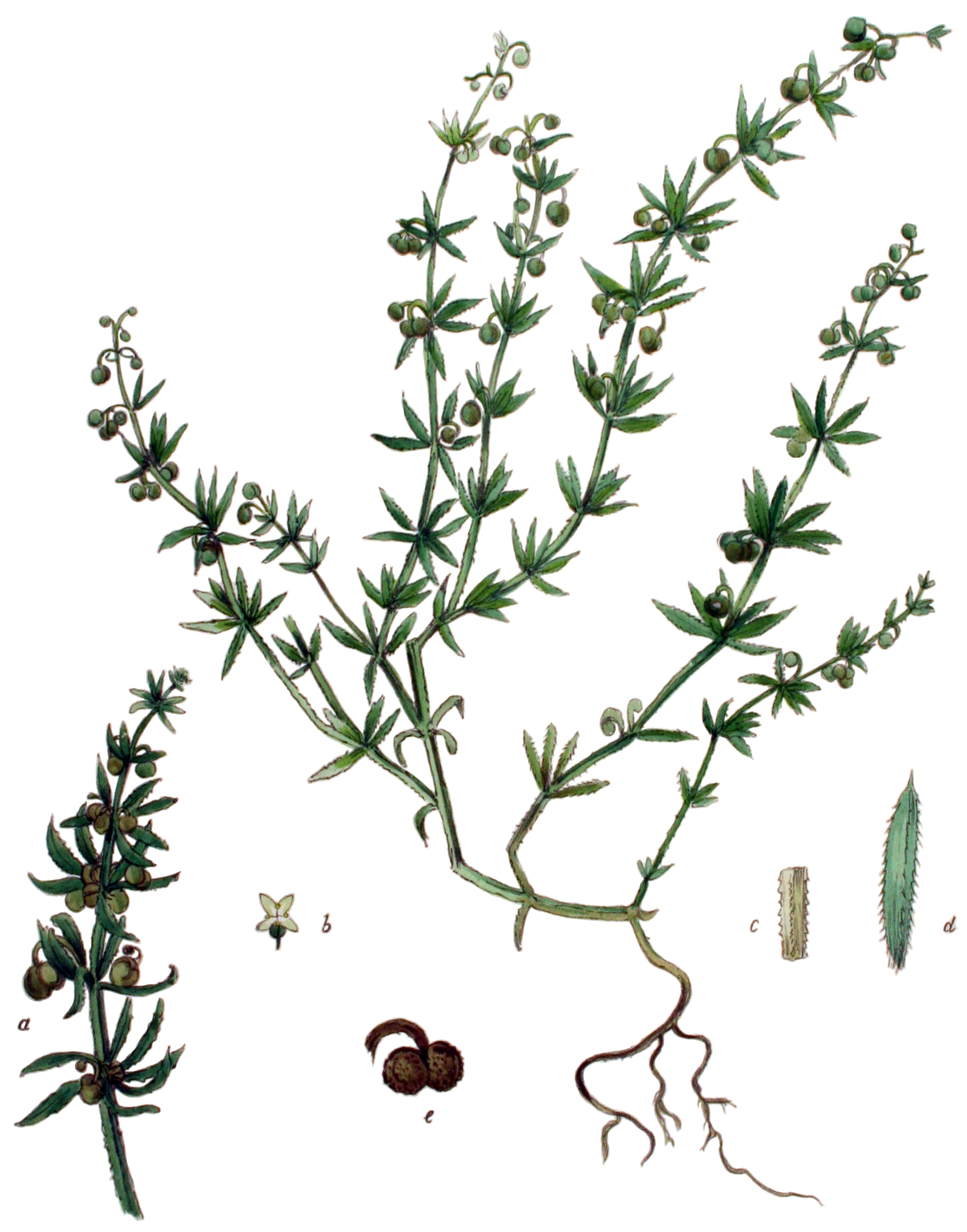
Vista de la planta

## Descripción
Difiere de Galium aparine y Galium spurium en tener inflorescencia y cabillos florales curvados hacia adentro tras la floración. Fruto verrugoso. Hojas glabras por encima.
Es una hierba anual trepadora, con tallos de hasta unos 35 centímetros de longitud. Forma masas enredadas. Los tallos son a veces casi cuadrados en sección transversal. Las hojas están dispuestas en verticilos de 6-8 sobre el tallo y son estrechas y puntiagudas, y rodeadas de espinas. Las flores aparecen en racimos delgados con las corolas blancas. Los frutos son núculas esféricas que cuelgan en pares en las axilas de las hojas. Esta planta es a veces una mala hierba de los campos de cereales.

## Distribución y hábitat
Sur, oeste y centro de Europa. Casual en el resto. Campos cultivados y terrenos baldíos.

## Taxonomía
Galium tricornutum fue descrita por James Edgar Dandy y publicado en Watsonia 4(1): 47–48, en el año 1957.
Etimología
Galium: nombre genérico que deriva de la palabra griega gala que significa  "leche",  en alusión al hecho de que algunas especies fueron utilizadas para cuajar la leche.
tricornutum: epíteto latíno que significa "con tres cuernos".
Citología
Número de cromosomas de Galium tricornutum (Fam. Rubiaceae) y táxones infraespecíficos: 2n=44.
Sinonimia
- Galium borbonicum Cordem.
- Galium kurramensis Nazim.
- Galium spurium Huds.
- Galium tehranicum M.Moussavi, Ghahr. & Attar
- Galium tricorne var. laeve Texidor
- Galium tricorne var. microcarpum Gren. & Godr.
- Galium tricornutum subsp. longipedunculatum Nazim.
- Valantia spuria Pers.
- Valantia triflora Lam.[6]

## Nombres comunes
- Castellano: amor de hortelano, amor del hortelano, galio de tres flores, lapa, lapas, pegajosa, pegajosillo.[7]